# Journal Square–33rd Street
Journal Square–33rd Street é um serviço de metrô operado pela Port Authority Trans-Hudson (PATH). É colorido de amarelo no mapa e os trens exibem luzes indicadoras amarelas. Este serviço opera da estação Journal Square em Jersey City, Nova Jérsei, até a estação 33rd Street em Midtown Manhattan, através dos túneis de Uptown Hudson. A rota de 9,2 km leva 22 minutos para ser concluída.

## Operação
O serviço opera das 6 da manhã até às 11 da noite em dias de semana. Em outras ocasiões, a rota é substituída pelo serviço Journal Square–33rd Street (via Hoboken).

## História
O serviço Journal Square–33rd Street foi criado como a rota Grove Street–33rd Street operada pela Hudson and Manhattan Railroad (H&M). Começou a operar entre a estação Grove Street em Jersey City, Nova Jérsei e a estação 33rd Street em Manhattan, a partir de 6 de setembro de 1910. O serviço Newark–Hudson Terminal entre o Hudson Terminal e a estação Grove Street também começou a operar.:3 A rota de Newark foi estendida para a estação Manhattan Transfer em 1 de outubro de 1911 e, posteriormente, expandida novamente. Uma parada na Summit Avenue (agora Journal Square), localizada entre as estações Grove Street e Manhattan Transfer, foi inaugurada em 14 de abril de 1912, como uma estação intermediária no serviço Newark–Hudson Terminal. A estação Summit Avenue foi concluída em 23 de fevereiro de 1913, permitindo assim que os vindos da 33rd Street parassem ali.:7
A estação da 28th Street foi fechada em setembro de 1939 durante a construção da IND Sixth Avenue Line em Manhattan, e a estação da 19th Street foi fechada em 1º de agosto de 1954. A própria H&M foi substituída pela Autoridade Portuária Trans-Hudson (PATH) em 1962.
Depois que os ataques de 11 de setembro de 2001 destruíram a estação World Trade Center, o serviço na rota Hoboken–33rd Street foi suspenso durante a noite, com todos os serviços fornecidos pela rota Newark–33rd Street via Hoboken. A estação Exchange Place foi reaberta em junho de 2003.
Depois que o furacão Sandy inundou algumas partes do sistema da PATH em outubro de 2012, o serviço foi suspenso. Durante a maior parte de novembro, os trens circularam entre a Penn Station de Newark e a estação 33rd Street. A rota Journal Square–33rd Street foi temporariamente estendida para cobrir o serviço Newark–World Trade Center, que havia sido suspendido. A operação normal foi retomada em 26 de novembro de 2012, mas a rota completa só seria restaurada no início de 2013.